# IOS 8
iOS 8 — восьмой основной выпуск мобильной операционной системы iOS, разработанный Apple Inc. и являющийся преемником iOS 7. Об этом было объявлено на Всемирной конференции разработчиков компании 2 июня 2014 года, а выпуск состоялся 17 сентября 2014 года. 16 сентября 2015 года на смену ему пришла iOS 9.
iOS 8 внесла значительные изменения в операционную систему. Он представил программный интерфейс для связи между приложениями и «Непрерывность», кросс-платформенную (Mac, iPhone и iPad) систему, которая обеспечивает связь между устройствами в разных категориях продуктов, например возможность отвечать на звонки и отвечать в SMS на Mac и iPad. Непрерывность включает в себя функцию «Handoff», которая позволяет пользователям запускать задачу на одном устройстве и продолжать на другом. Другие изменения включали новую функцию результатов поиска Spotlight Suggestions, которая предоставляет более подробные результаты, Family Sharing, где семья может связать свои учетные записи для обмена контентом, с одним из родителей в качестве администратора с элементами управления разрешениями, обновленную клавиатуру с QuickTime, обеспечивающую контекстное прогнозирование. подсказки слов и расширяемость, что упрощает обмен контентом между приложениями. Сторонние разработчики получили дополнительные функции для более глубокой интеграции своих приложений в операционную систему, включая поддержку виджетов в Центре уведомлений и возможность создавать клавиатуры, которыми пользователи могут заменить стандартную клавиатуру iOS.Обновления приложения в выпуске включали новое приложение «Здоровье», которое может объединять данные из разных фитнес-приложений, а также включение медицинского удостоверения, доступного на экране блокировки в экстренных случаях, поддержку библиотеки фотографий iCloud в приложении «Фотографии», которая позволяет фотографии синхронизируются и хранятся в облаке, а также iCloud Drive, который позволяет пользователям хранить файлы в облаке и просматривать их на разных устройствах. В iOS 8.4 Apple обновила свое музыкальное приложение потоковым сервисом Apple Music и круглосуточной радиостанцией Apple Music 1.
Восприятие iOS 8 было очень положительным. Критики высоко оценили непрерывность и расширяемость как основные функции, упрощающие управление и взаимодействие между различными приложениями и устройствами. Им также понравились предложения слов с клавиатуры QuickType, и они выделили предложения Spotlight для того, чтобы сделать iPhone «почти портативным поисковым порталом для всего». Однако рецензенты отметили, что весь потенциал iOS 8 будет реализован только после того, как сторонние разработчики интегрируют свои приложения для поддержки новых функций, в частности виджетов в Центре уведомлений.
Примерно через неделю после выпуска iOS 8 достигла 46% доли использования iOS. В октябре 2014 года сообщалось, что скорость внедрения «застопорилась», увеличившись только «на один процентный пункт» по сравнению с предыдущим месяцем. В этой ситуации обвиняли требование большого количества свободного места для установки обновления. особенно сложно для iPhone, продаваемых с максимальным объемом памяти 8 или 16 гигабайт. В декабре следующего года доля использования iOS 8 достигла 63%, что на 16% больше, чем в октябре.

## Новые возможности
- Фотографии — поиск по месту и времени, а также новые возможности редактирования фотографий[6].
- Сообщения — возможность отправлять аудиозаписи и карту с местонахождением в диалог. Теперь можно быстрее переслать только что снятые видеозаписи и фото, а также устанавливать функцию «Не беспокоить» на нужные диалоги[7].
- Quicktype — предугадывает возможные по смыслу слова, основанные на разговоре, во время печатания предложений[8].
- Family Sharing — можно помечать до шести контактов как членов семьи и быстро делиться с ними фотографиями, покупками приложений и музыки, местоположением и прочим[9].
- iCloud Drive — возможность хранить в облаке любые виды файлов с последующим их редактированием на различных устройствах[10].
- HealthKit — организация сведений о здоровье в одном приложении[11].
- Spotlight — поиск стал более глобальным и теперь можно искать различную информацию и за пределами телефона/планшета[12].
- Виджеты — теперь в  Центр Уведомлений можно устанавливать виджеты от сторонних разработчиков.
- Сторонние клавиатуры — впервые компания Apple разрешила посторонним разработчикам создавать альтернативные клавиатуры, которые смогут заменить стандартную клавиатуру.
- Возможность для встроенных и внешних приложений обмениваться данными, передавать друг другу управление для обработки этих данных.
- Handoff (Continuity) — при использовании OS X Yosemite возможен легкий перенос активностей между компьютером, iPhone и iPad, например можно начать писать письмо на одном устройстве, а продолжить на другом.
- Использование случайных MAC-адресов при поиске WiFi сетей в спящем режиме (фактически работает лишь на телефонах, с отключенной сотовой связью и Location Services, а также без активного Wi-Fi подключения)[13].

## Хронология версий iOS 8
8.0
- iOS 8.0 (build 12A365) — первая стабильная версия iOS 8. (17 сентября 2014).
- iOS 8.0.1 (build 12A366) — после обновления iPhone 6 и 6 Plus переставали принимать мобильную связь. Также пользователи сообщали о нерабочем сканере отпечатков пальцев. (24 сентября 2014).
- iOS 8.0.2 (build 12A405) — обновление было выпущено через сутки после неудачной iOS 8.0.1 и исправляет недочеты. (25 сентября 2014).

8.1
- iOS 8.1 (build 12B411) — (20 октября 2014).
- iOS 8.1.1 (build 12B435) — (16 ноября 2014).
- iOS 8.1.2 (build 12B440) — (9 декабря 2014).
- iOS 8.1.3 (build 12B466) — (29 января 2015).

8.2
- iOS 8.2 beta 2 — (4 декабря 2014).
- iOS 8.2 beta 3 — (18 декабря 2014).
- iOS 8.2 beta 4 (build 12D5461b) — (12 января 2015).
- iOS 8.2 (build 12D508) — релизная версия. (9 марта 2015).

8.3
- iOS 8.3 beta 1 (build 12F5027d) — (9 февраля 2015).
- iOS 8.3 beta 2 (build 12F5037c) — (23 февраля 2015).
- iOS 8.3 beta 3 (build 12F5047f) — (13 марта 2015).
- iOS 8.3 beta 4 (build 12F61) — (25 марта 2015).
- iOS 8.3 (build 12F69/12F70) — релизная версия. Повышение производительности. Исправления, относящиеся к Wi-Fi и Bluetooth. Исправления, относящиеся к изменению ориентации и вращению устройства. Исправления, относящиеся к программе Сообщения. Исправления, относящиеся к Семейному доступу. Исправления, относящиеся к CarPlay, а также обновлена и расширена клавиатура символов эмодзи, добавлено более 300 новых символов. И добавлена поддержка Siri на русском языке а также другие улучшения и исправления ошибок. (8 апреля 2015)

8.4
- iOS 8.4 (build 12H143) — релизная версия. Обновлено приложение «Музыка», в котором стал доступен сервис Apple Music. Также усовершенствовано приложение iBooks и исправлены ошибки.[14] (30 июня 2015).
- iOS 8.4.1 (build 12H321) — (13 августа 2015)
  - Исправлена ошибка, препятствующая активации «Медиатеки iCloud».
  - Исправлена ошибка, скрывавшая добавленную музыку при активации опции «Музыка в офлайн-доступе».
  - Добавлена функция занесения песен в новый плейлист при отсутствии уже созданных.
  - Исправлена ошибка, мешавшая корректному отображению обложек одного альбома на разных устройствах.
  - Устранены ошибки, касающиеся публикаций артистов в Connect.
  - Исправлена ошибка, мешавшая правильной работе кнопки «Нравится» при прослушивании Beats 1.

## Совместимость с устройствами
iOS 8 доступна для обновления на следующих устройствах:

| iPhone - iPhone 4s - iPhone 5 - iPhone 5c - iPhone 5s - iPhone 6 - iPhone 6 Plus | iPad - iPad 2 - iPad 3 - iPad с дисплеем Retina - iPad Air - iPad Air 2 - iPad mini - iPad mini с дисплеем Retina - iPad mini 3 | iPod touch - iPod touch 5 - iPod touch 6 |